# تيتسويا
تيتسويا (باليابانية: tetsuya) هو مغن مؤلف ومغني ياباني، ولد في 3 أكتوبر 1969 في أوساكا في اليابان.

## وصلات خارجية
- الموقع الرسمي
- تيتسويا على موقع IMDb (الإنجليزية)
- تيتسويا على موقع ميوزك برينز (الإنجليزية)
- تيتسويا على موقع ديسكوغز (الإنجليزية)
- تيتسويا على موقع قاعدة بيانات الفيلم (الإنجليزية)